# Rio della Cazziola

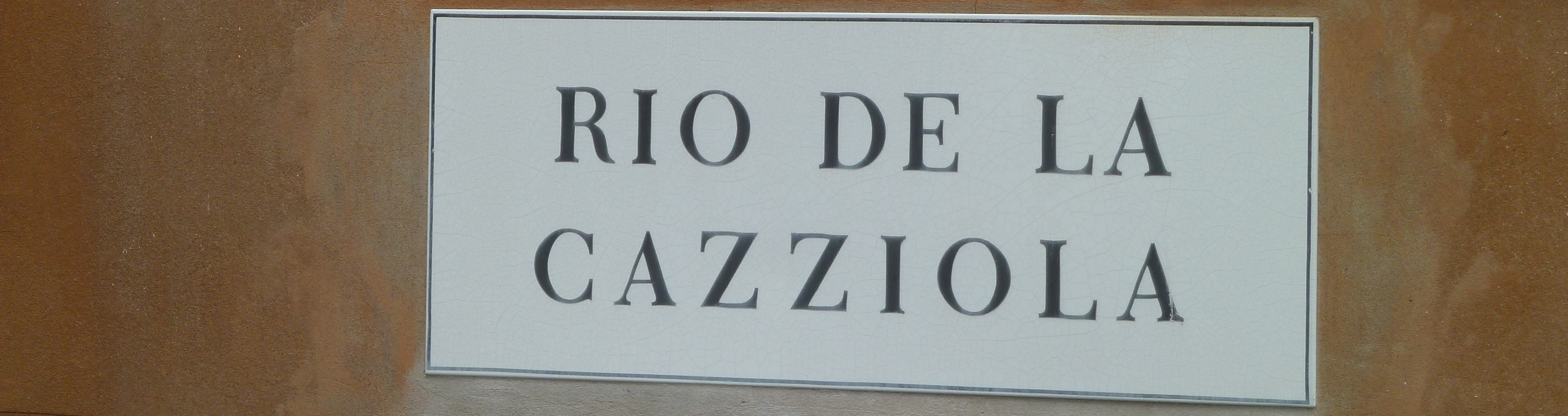

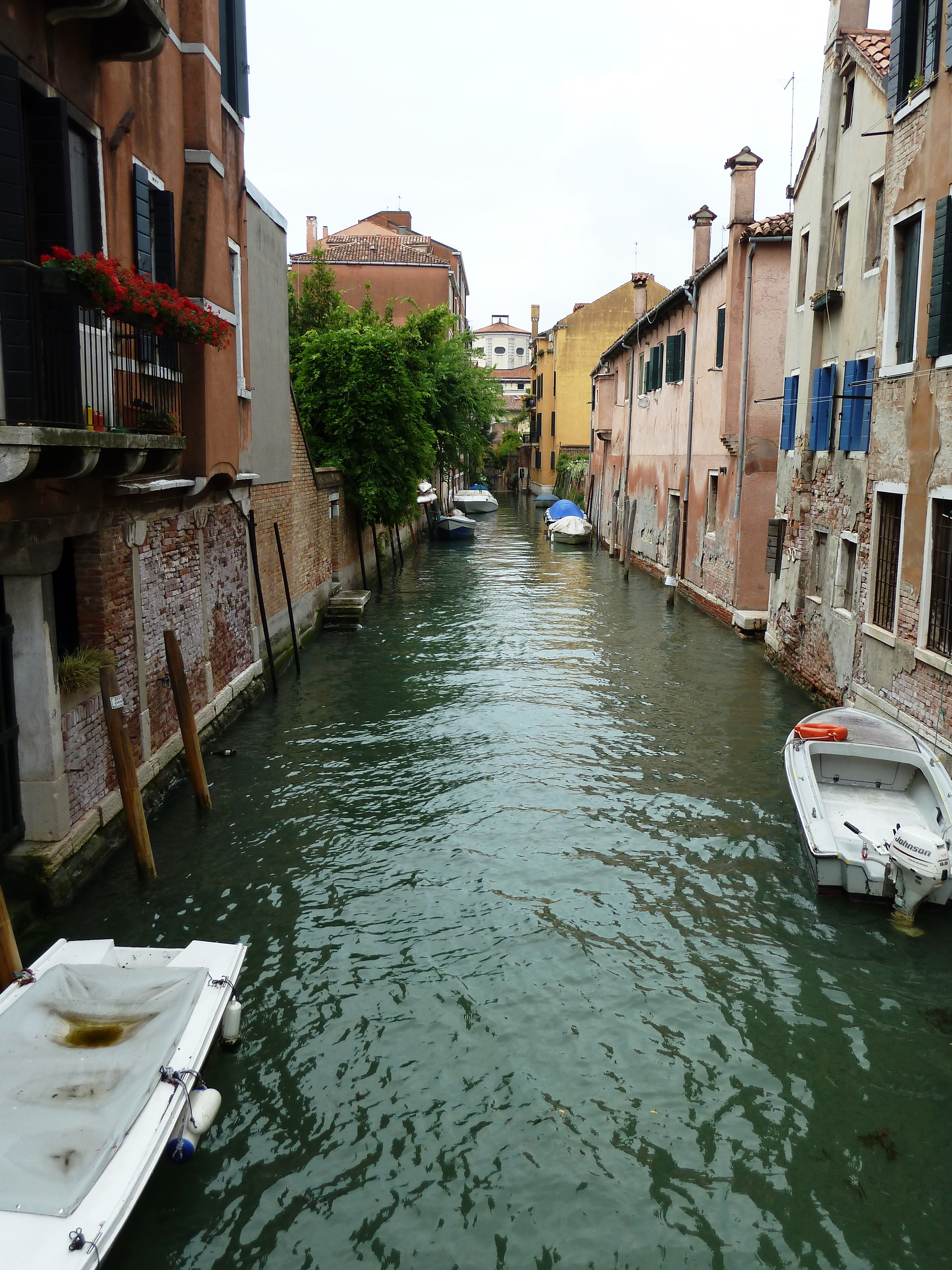
le rio vu en sens ouest du pont éponyme

Le rio della Cazziola (en vénitien rio de la Caziola) est un canal de Venise dans le sestiere de Santa Croce. Il est parfois appelé le rio de Ca'Rizzi.

## Description
Le rio de la Caziola a une longueur d'environ 250 mètres. Il raccorde le rio di Santa Maria Maggiore vers le nord, puis l'est après un coude de 90° au rio dei Tre Ponti.

## Origine
Le nom provient d'une famille Cazziola, qui vivait en cette paroisse vers la fin du XVe siècle. Quelques-uns d'entre eux exerçaient l'art de la laine.

## Situation
Ce rio longe :
- le palais Rizzi.

## Ponts
Ce rio est traversé par deux ponts, un à chaque bout:
- à l'embouchure du Rio di Santa Maria Maggiore ;
- à l'embouchure du rio dei Tre Ponti: le ponte de la Caziola.